# Тора-Бора
Тора-Бора или Тура-Бура (пушту توره بوړه‎ — «чёрная пещера»), известная в пределах своего района как Спингар (пушту سپین غر‎ — «белая гора») — пещерный комплекс, расположенный в хребте Сафедхох (на дари — «белые горы») на востоке Афганистана в районе Пачир Ва Агам в провинции Нангархар, к юго-западу от Джелалабада, примерно в 50 км от Хайберского прохода и примерно в 10 км севернее Зоны племён в Пакистане. Известен как лагерь радикального исламского движения «Талибан» и международной террористической организации «Аль-Каида» в периоды первого правления «режима Талибов» и ввода международных сил содействия безопасности (ISAF) и укрепрайон афганских моджахедов в Афганской войне в 80-х годах. В горах Тора-Бора и окружающим хребте Сафедхох находятся карстовые пещеры, образованные естественным путём при растворении известняка.

## Крепость
Укрепрайон Тора-Бора — «Укреплённый район», «Базовый район» — значительное по территории долговременное оборонительное сооружение, стратегический «опорный пункт и перевалочная база» многочисленного вооружённого формирования афганской оппозиции афганских моджахедов в составе «восточной объединённой группировки» в зоне ответственности крупного полевого командира, одного из лидеров «Пешаварской семёрки» — Юнуса Халеса. Ключевое звено в партизанской деятельности афганских моджахедов в приграничном с Пакистаном районе, восточной части республики Афганистан в зоне ответственности командующего «восточной объединённой группировкой» моджахедов — Юнуса Халеса.
Важный военный стратегический объект афганских моджахедов в период Афганской войны (1979-1989) и движения Талибан, фортификационное сооружение с мощными оборонительными коммуникациями из защитных сооружений и укреплений, организованных по единому плану управления (взаимодействия) «системы огня» с целью ведения продолжительных оборонительных действий с превосходящими силами противника.
Использовался афганскими моджахедами и международными террористами во главе с Усамой бин Ладеном, Муллой Омаром, Юнусом Халесом и другими полевыми командирами пуштунских племён в период Афганской войны 1979-1989 гг. и позже, с целью ведения боевых действий в устойчивой обороне с превосходящими силами «Северного Альянса» и «войсками западной антиталибской коалиции».
Расположен в труднодоступном горном массиве на высоте - 4000 м.(над уровнем моря) в 85 км к югу г. Джелалабад провинции Нангархар в зоне афгано-пакистанской границы. Представляет собой лабиринт тоннелей, уходящий на глубину 400 м, с множеством галерей, хранилищ, жилых помещений и укрытий, бункеров, складов вооружения и боеприпасов. Общая протяжённость сообщений составляет более 25 км.
Укрепрайон «Тора-Бора» — один из трёх наиболее крупных базовых районов афганских моджахедов периода Афганской войны (1979-1989), таких как: «Джавара» и «Кокари-Шаршари» — на иранской границе.

## Войсковые операции
В октябре — ноябре 1980 года при проведении операции «Шквал» этот комплекс был взят подразделением спецназа КГБ СССР «Каскад» совместно с подразделениями 66-й отдельной мотострелковой бригады 40-й армии ОКСВА. Как писал полковник Валентин Герасименко о первом штурме, «К тому времени Тора-Бора была еще малоизвестной, но уже покрытой флером таинственности базой душманов. Только потом по своей славе и известности, по количеству штурмов и уничтожений она превзойдёт Панджшерское ущелье».
18—19 июня 1981 года — в провинции Нангархар, в 85 км к югу от Джелалабада, в районе афгано-пакистанской границы, подразделения советской 66-й мотострелковой бригады (1-й мсб,3-й мсб) и части афганской 11-й джелалабадской пехотной дивизии берут штурмом укрепрайон моджахедов Тора-Бора.
22—29 июля 1983 года — операция в Тора-Бора 66-й мотострелковой бригады.
В декабре 2001 года в ходе военной операции против движения Талибан комплекс был взят Объединённым антиталибским фронтом при поддержке международной коалиции.